# Episodi di Cleopatra 2525 (prima stagione)
La prima stagione della serie televisiva Cleopatra 2525 è andata in onda negli USA dal 17 gennaio al 15 maggio 2000 in syndication.
In Italia è stata trasmessa dal 14 luglio al 31 luglio 2003 sul canale Italia 1.
È stata replicata sul canale satellitare Jimmy dal dicembre 2003 al febbraio 2004.
| nº | Titolo originale          | Titolo italiano           | Prima TV USA     | Prima TV Italia |
| -- | ------------------------- | ------------------------- | ---------------- | --------------- |
| 1  | Quest for Firepower       | Risveglio nel futuro      | 17 gennaio 2000  | 14 luglio 2003  |
| 2  | Creegan                   | Il malvagio Creegan       | 24 gennaio 2000  | 15 luglio 2003  |
| 3  | Flying Lessons            | Giochi d'azzardo          | 31 gennaio 2000  | 16 luglio 2003  |
| 4  | Mind Games                | Il potere di Raina        | 7 febbraio 2000  | 17 luglio 2003  |
| 5  | Home (1)                  | La sorella di Sarge       | 14 febbraio 2000 | 18 luglio 2003  |
| 6  | Rescue (2)                | Missione compiuta         | 21 febbraio 2000 | 21 luglio 2003  |
| 7  | Run Cleo Run              | La prima grande prova     | 28 febbraio 2000 | 22 luglio 2003  |
| 8  | Choices                   | Il livello ASA            | 6 marzo 2000     | 23 luglio 2003  |
| 9  | Perceptions               | Il padre di Hel           | 10 aprile 2000   | 24 luglio 2003  |
| 10 | Trial and Error           | Esperimenti               | 17 aprile 2000   | 25 luglio 2003  |
| 11 | Double                    | Il clone di Cleopatra     | 24 aprile 2000   | 28 luglio 2003  |
| 12 | Last Stand                | Pericolo nucleare         | 1º maggio 2000   | 29 luglio 2003  |
| 13 | Hel and Highwater, Part 1 | Il mondo sommerso parte 1 | 8 maggio 2000    | 30 luglio 2003  |
| 14 | Hel and Highwater, Part 2 | Il mondo sommerso parte 2 | 15 maggio 2000   | 31 luglio 2003  |